# Reincultuur (microbiologie)
Een reincultuur of isolaat is een verzameling van micro-organismen die afstammen van één enkele cel. De reincultuur wordt verkregen door het kweken van het organisme op een geschikte voedingsbodem. Alle individuen zijn genetisch identiek, dus klonen.
De term reincultuur wordt ook wel in overdrachtelijke zin gebruikt. Bedoeld wordt dan  een omgeving waarin bepaalde ideeën gecultiveerd worden, speciaal politieke, of het dominant tot uiting komen van bepaalde eigenschappen.

## Het kweken van een reincultuur
Met een entoog wordt het te kweken organisme op een voedingsbodem vermeerderd. Door dit proces een aantal malen te herhalen verkrijgt men uiteindelijk een cultuur met uitsluitend genetisch identieke organismen.

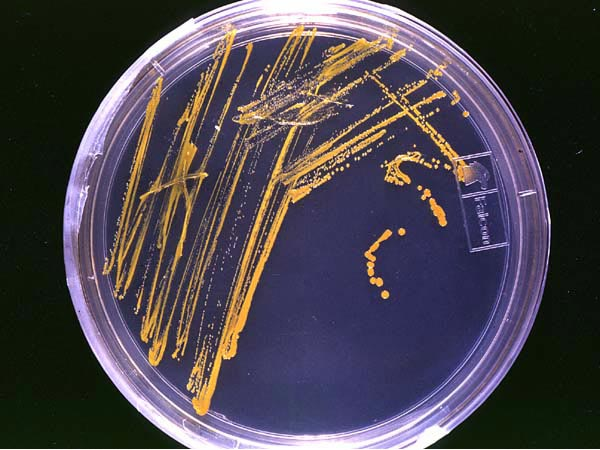
Bacteriekweek in petrischaal.
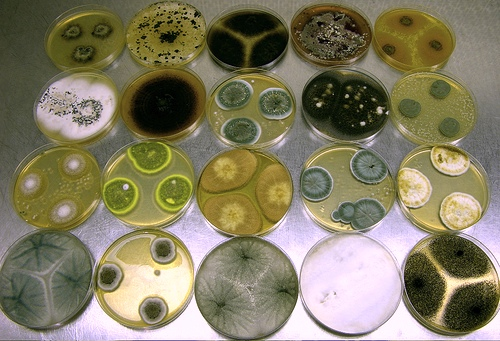
Verschillende Penicillium, Aspergillus spp. (en enkele andere schimmels) groeiend op een voedingsbodem.
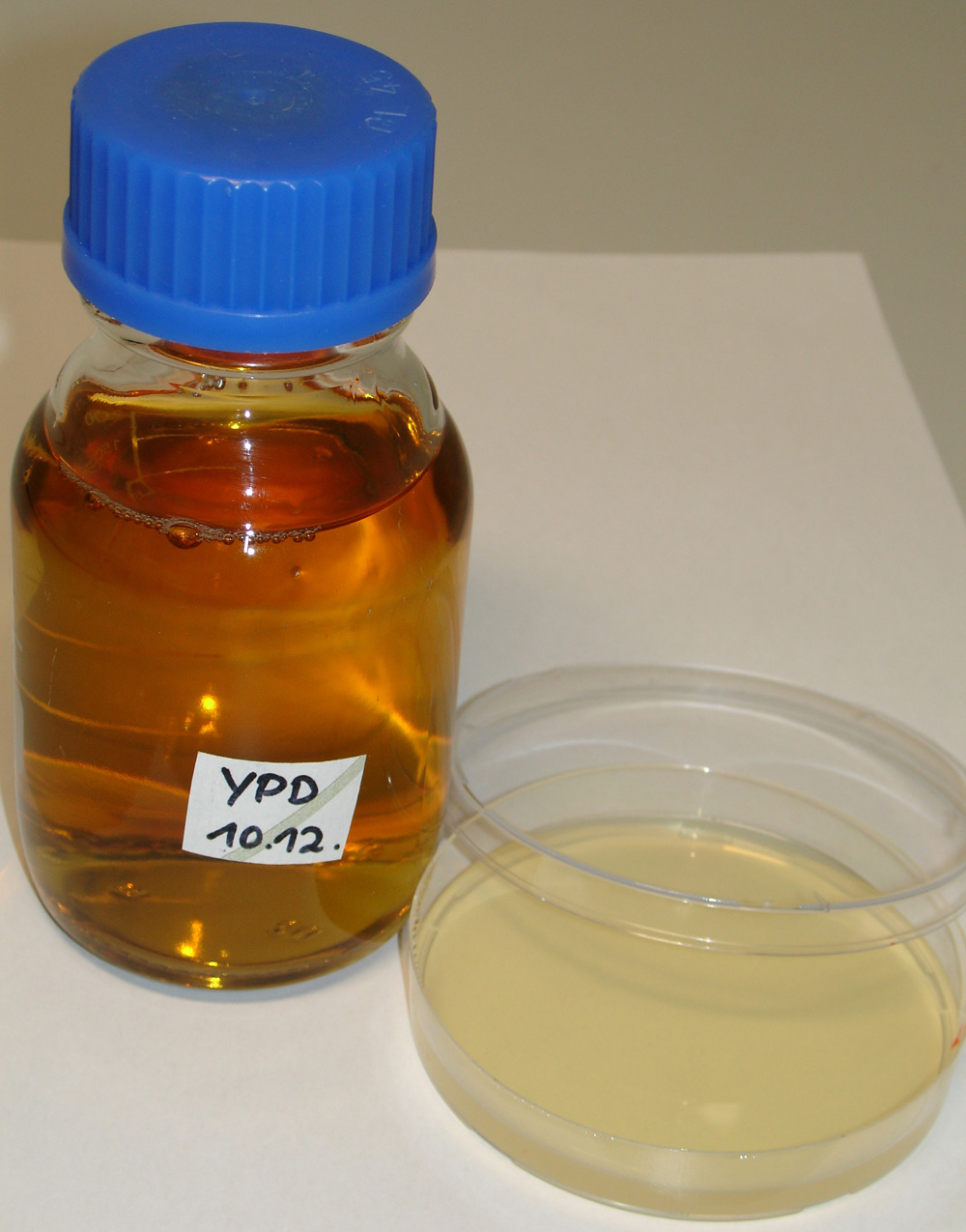
Kweekmedium voor schimmel.
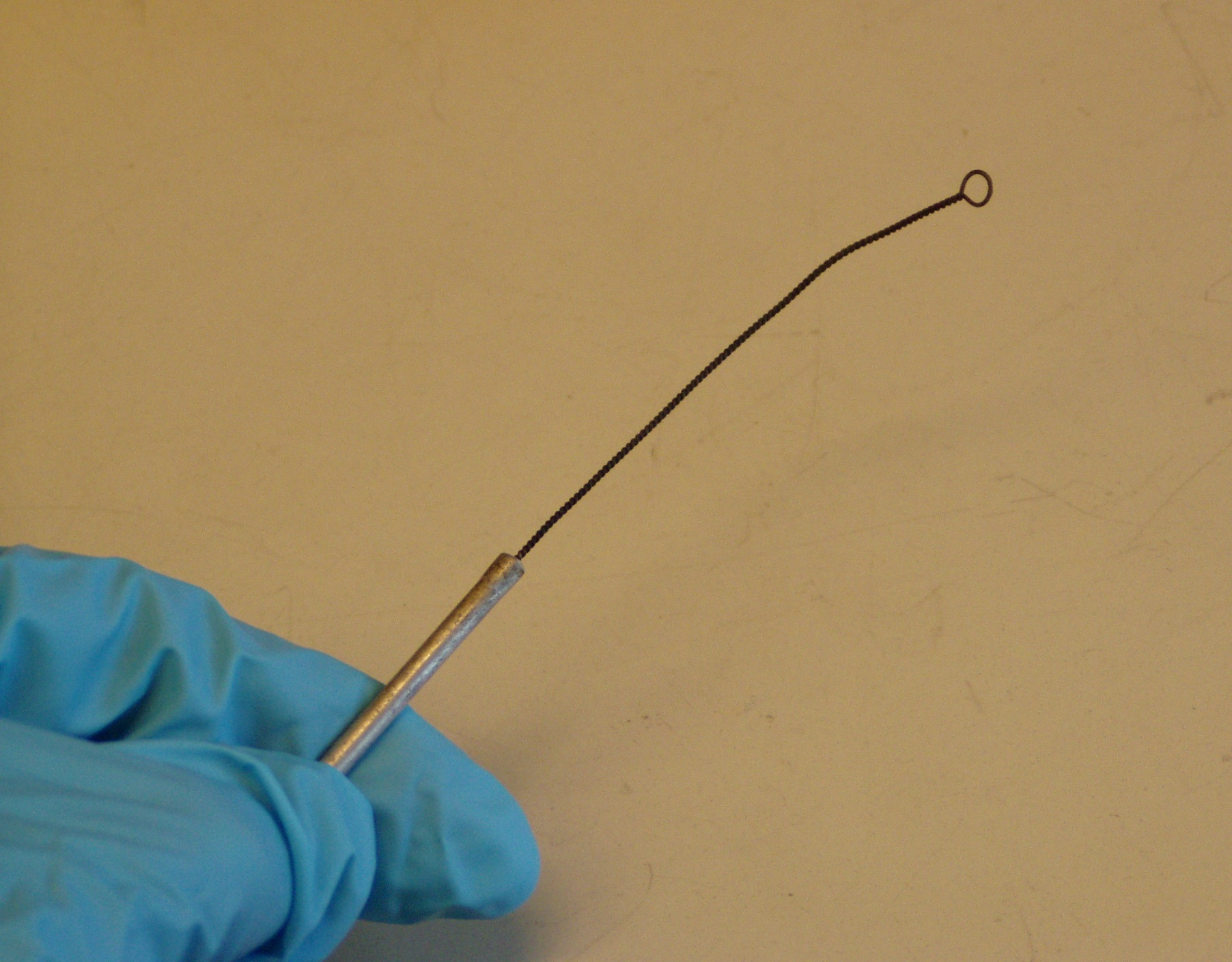
Een entoog.

## Toepassingen (voorbeelden)
- Bij het maken van bier en wijn wordt gebruikgemaakt van een reincultuur van bepaalde gistsoorten. De keuze van de soort beïnvloedt de uiteindelijke smaak.
- Productie van yoghurt, bijvoorbeeld rechtsdraaiende yoghurt.
- Medisch onderzoek, het bepalen van het organisme waarmee een patiënt besmet is.
- Het cultiveren van organismen die nuttige stoffen aanmaken. De eigenschappen daarvan moeten constant zijn.
- Het controleren of de ge-cultiveerde (opgekweekte) cultuur uit een type organismen bestaat of een contaminatie bevat (meerdere organismen)
- Om de eigenschappen van een bepaald organisme te bestuderen moet men steeds van dezelfde stam (isolaat) met gelijke eigenschappen uit kunnen gaan.
- Vermeerdering van champignons.